# Česnek ozdobný
Česnek ozdobný (Allium cristophii), někdy nazývaný též česnek Christophův, patří mezi méně známé cibulnaté rostliny.

## Synonyma
Podle biolib. cz jsou používány pro druh označovaný Allium cristophii různá synonyma, například: 
- Allium albopilosum C.H. Wright
- Allium christophii
- Allium bodeanum
- Allium walteri

## Popis

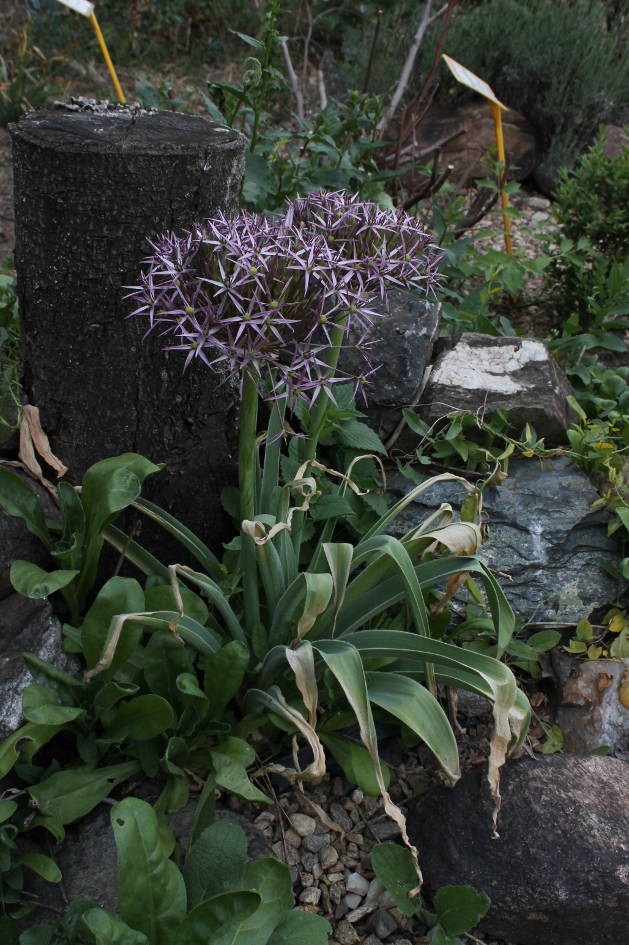
Česnek ozdobný, rostlina

Dosahuje výšky 30–60 cm. Kvete v květnu až červenci. Květenství vytvoří kulovité okolíky, jednotlivé kvítky mají modrou až fialovou barvu. Květenství jsou ozdobná i po odkvětu.
Celá rostlina je někdy uváděna jako mírně jedovatá ale jedlá.

## Výskyt
V přírodě se druh vyskytuje v horských oblastech Turkmenistánu, Íránu, jihozápadní Asii, Malé Asii, Střední Asii, v severním Íránu a centrálních oblastech Turecka, Turkestánu.

## Stanoviště
Vyžaduje slunné stanoviště a propustné půdy, ale snese i hlinité, propustné půdy. nesnáší přemokření. Vysazuje se počátkem října do hloubky 12 – 15 cm na vzdálenost 40 – 50 cm.

## Rozmnožování
Množení semeny.

## Choroby a škůdci
Cibule jsou v nevhodném prostředí náchylné k napadení houbovými a bakteriálními chorobami.

## Použití
Okrasná rostlina. Je vhodná pro výsadbu do skalek i do záhonů. Používá se k sušení a aranžování ale i jako řezaná rostlina (květ).